# Giro di Sicilia 1948
Il Giro di Sicilia 1948, ottava edizione della corsa, si svolse dal 23 al 28 novembre 1948, su un percorso di 1116 km (per il giornale La Sicilia "1125"), suddivisi in 6 tappe, per ciclisti indipendenti ad invito, con partenza e arrivo da Palermo. La vittoria fu appannaggio dell'italiano Francesco Patti, che completò il percorso in 35h20'35", precedendo i connazionali Marcello Spadolini e Vitaliano Lazzerini.

## Tappe
| Tappa  | Data        | Percorso            | km   | Vincitore di tappa    | Leader cl. generale   |
| ------ | ----------- | ------------------- | ---- | --------------------- | --------------------- |
| 1ª     | 23 novembre | Palermo > Milazzo   | 220  | Marsilio Scacciamerli | Marsilio Scacciamerli |
| 2ª     | 24 novembre | Milazzo > Siracusa  | 219  | Edoardo Taddei        | Virgilio Salimbeni    |
| 3ª     | 25 novembre | Siracusa > Enna     | 246  | Francesco Patti       | Italia (bandiera)     |
| 4ª     | 26 novembre | Enna > Agrigento    | 112  | Alfredo Pasquetti     | Vitaliano Lazzerini   |
| 5ª     | 27 novembre | Agrigento > Trapani | 190  | Marcello Spadolini    | Francesco Patti       |
| 6ª     | 28 novembre | Trapani > Palermo   | 129  | Aldo Tosi             | Francesco Patti       |
| Totale | Totale      | Totale              | 1116 |                       |                       |

## Squadre e corridori partecipanti
Parteciparono oltre 76 corridori. Prima della partenza, tra gli iscritti, Letterio La Rosa, Armando Cavazzini, Rolando Susini, Edoardo Taddei, Giorgio Cargioli, Virgilio Salimbeni, Vittorio Seghezzi, Luigi Malabrocca, Vitaliano Lazzerini e altri. 
E ancora, fra i partecipanti, Gino Bresci (ritirato alla 2ª tappa), una squadra francese con Raymond Colliot e altri (anch'essa ritirata alla 2ª tappa), Bruno Pontisso, Wainer Scolari, Clemente Arduino, Heinrich Spühler nella squadra svizzera (24ª, 2ª tappa).

## Dettagli delle tappe

### 1ª tappa
- 23 novembre: Palermo > Milazzo – 220 km

Risultati
| Pos. | Corridore             | Squadra    | Tempo    |
| ---- | --------------------- | ---------- | -------- |
| 1    | Marsilio Scacciamerli | -          | 6h12'30" |
| 2    | Lorenzo Ranieri       | -          | s.t.     |
| 3    | Marcello Spadolini    | S.S. Lazio | a 37"    |

| Pos. | Corridore             | Squadra    | Tempo    |
| ---- | --------------------- | ---------- | -------- |
| 1    | Marsilio Scacciamerli | -          | 6h12'30" |
| 2    | Lorenzo Ranieri       | -          | s.t.     |
| 3    | Marcello Spadolini    | S.S. Lazio | a 37"    |

### 2ª tappa
- 24 novembre: Milazzo > Siracusa – 219 km

Risultati
| Pos. | Corridore        | Squadra         | Tempo    |
| ---- | ---------------- | --------------- | -------- |
| 1    | Edoardo Taddei   | -               | 6h43'03" |
| 2    | Giorgio Cargioli | Benotto-Superga | s.t.     |
| 3    | Rolando Susini   | Pistolese U.C.  | s.t.     |

| Pos. | Corridore           | Squadra         | Tempo     |
| ---- | ------------------- | --------------- | --------- |
| 1    | Virgilio Salimbeni  | Legnano-Pirelli | 12h56'13" |
| 2    | Giorgio Cargioli    | Benotto-Superga | s.t.      |
| 3    | Vitaliano Lazzerini | Arbos           | s.t.      |

### 3ª tappa
- 25 novembre: Siracusa > Enna – 246 km

Risultati
| Pos. | Corridore       | Squadra           | Tempo    |
| ---- | --------------- | ----------------- | -------- |
| 1    | Francesco Patti | Rinascita Palermo | 8h14'00" |
| 2    | Dino Ottusi     | Legnano-Pirelli   | a 1'36"  |
| 3    | Lorenzo Ranieri | -                 | a 2'30"  |

### 4ª tappa
- 26 novembre: Enna > Agrigento – 112 km

Risultati
| Pos. | Corridore           | Squadra        | Tempo    |
| ---- | ------------------- | -------------- | -------- |
| 1    | Alfredo Pasquetti   | -              | 3h20'00" |
| 2    | Vitaliano Lazzerini | Arbos          | s.t.     |
| 3    | Rolando Susini      | Pistolese U.C. | s.t.     |

| Pos. | Corridore           | Squadra | Tempo     |
| ---- | ------------------- | ------- | --------- |
| 1    | Vitaliano Lazzerini | Arbos   | 24h34'41" |
| 2    | Lorenzo Ranieri     | -       | a 31"     |
| 3    | Rolando Susini      | -       | a 4'33"   |

### 5ª tappa
- 27 novembre: Agrigento > Trapani – 190 km

Risultati
| Pos. | Corridore          | Squadra           | Tempo |
| ---- | ------------------ | ----------------- | ----- |
| 1    | Marcello Spadolini | S.S. Lazio        | 6h03' |
| 2    | Edoardo Taddei     | -                 | s.t.  |
| 3    | Francesco Patti    | Rinascita Palermo | s.t.  |

| Pos. | Corridore           | Squadra           | Tempo      |
| ---- | ------------------- | ----------------- | ---------- |
| 1    | Francesco Patti     | Rinascita Palermo | 30h'45'35" |
| 2    | Vitaliano Lazzerini | Arbos             | a 3'10"    |
| 3    | Lorenzo Ranieri     | -                 | a 4'01"    |

### 6ª tappa
- 28 novembre: Trapani > Palermo  – 129 km

Risultati
| Pos. | Corridore          | Squadra    | Tempo    |
| ---- | ------------------ | ---------- | -------- |
| 1    | Aldo Tosi          | Doniselli  | 4h35'00" |
| 2    | Marcello Spadolini | S.S. Lazio | s.t.     |
| 3    | Edoardo Taddei     | -          | s.t.     |

## Evoluzione della classifica
| Tappa             | Vincitore             | Classifica generale Maglia giallo-rossa |
| ----------------- | --------------------- | --------------------------------------- |
| 1ª                | Marsilio Scacciamerli | Marsilio Scacciamerli                   |
| 2ª                | Edoardo Taddei        | Virgilio Salimbeni                      |
| 3ª                | Francesco Patti       |                                         |
| 4ª                | Alfredo Pasquetti     | Vitaliano Lazzerini                     |
| 5ª                | Marcello Spadolini    | Francesco Patti                         |
| 6ª                | Aldo Tosi             | Francesco Patti                         |
| Classifica finale | Classifica finale     | Francesco Patti                         |

## Classifiche finali

### Classifica generale
| Pos. | Corridore           | Squadra           | Tempo     |
| ---- | ------------------- | ----------------- | --------- |
| 1    | Francesco Patti     | Rinascita Palermo | 35h20'35" |
| 2    | Marcello Spadolini  | S.S. Lazio        | a 4'36"   |
| 3    | Vitaliano Lazzerini | Arbos             | a 8'25"   |
| 4    | Aldo Tosi           | Doniselli         | a 9'40"   |
| 5    | Augusto Gregori     | -                 | a 14'37"  |
| 6    | Rolando Susini      | Pistolese U.C.    | a 17'04"  |
| 7    | Angelo Fumagalli    | Lygie             | a 17'47"  |
| 8    | Edoardo Taddei      | -                 | a 18'16"  |
| 9    | Lorenzo Ranieri     | -                 | a 24'11"  |